# بترا مارتينيز
بترا مارتينيز (بالإسبانية: Petra Martínez Pérez)‏ هي ممثلة إسبانية، ولدت في 24 يونيو 1944 بليناريس في إسبانيا.

## وصلات خارجية
- بترا مارتينيز على موقع IMDb (الإنجليزية)
- بترا مارتينيز على موقع ألو سيني (الفرنسية)
- بترا مارتينيز على موقع تيرنر كلاسيك موفيز (الإنجليزية)
- بترا مارتينيز على موقع أول موفي (الإنجليزية)
- بترا مارتينيز على موقع قاعدة بيانات الفيلم (الإنجليزية)